# Allium gomphrenoides
Allium gomphrenoides — вид рослин з родини амарилісових (Amaryllidaceae); ендемік Греції. 

## Опис
Період цвітіння: квітень — червень.

## Поширення
Ендемік півдня Греції.
Зростає на півдні материка, на півдні Пелопоннесу й острові Кітера. Зростає у скелястих місцях на низьких висотах.